# Grand Theft Auto 2
Grand Theft Auto 2 (často též GTA2) je akční videohra z roku 1999 vyrobená firmami Rockstar Games a DMA Design ze série Grand Theft Auto. Hra navázala na první díl, od kterého převzala například netradiční 2D pohled, systém zadávání úkolů nebo ovládání vozidel. Zásadní změnou se stala práce pro některou z mafií na úkor rychlosti řízení automobilů, což vedlo k odklonu od systému původní hry Grand Theft Auto. 4. února 2008 byla uvolněna ke stažení zdarma.

## Příběh a systém hry
Hra se odehrává v blíže neurčeném městě v USA. Hlavním hrdinou je Claude Speed, který plní různorodé úkoly pro potřeby té které mafie. Celá hra se odehrává v jednom městě rozděleném na tři části, přičemž každá čtvrť má svou vlastní architekturu a svá unikátní vozidla.
Cílem každé ze tří misí je získání minimální možné sumy peněz, což vede k postupu do dalšího kola a nakonec dohrání celé hry. Peníze lze získat mnoha způsoby; kradením aut, vražděním lidí, bouráním do ostatních aut a mnoha dalšími. Hodnota těchto akcí je vzhledem k celkové potřebné sumě zanedbatelná, proto je nutné pracovat pro některou ze tří mafií přítomných na mapě. Hráč tak získává nepoměrně větší množství peněz a také tzv. násobení (multiplyer), které znásobují vydělané částky. Postava má na začátku 5 srdíček značících hodnotu jeho zdraví, pokud o všechny přijde, ztrácí jeden život. Vyčerpání všech životů znamená konec hry.
Ke splnění úkolů pomáhají kromě aut také zbraně, kterých je třináct druhů, od obyčejné pistole po brokovnici, automatický samopal nebo raketomet. Mezi speciální zbraně lze zařadit plamenomet a futuristický elektrogun, k házení se dají použít granáty a Molotovův koktejl. Jedinou zbraní pro auta (kromě tanku) jsou dvojité kulomety, které se dají koupit ve speciálních obchodech. Zbraně jsou rozmístěny po celé mapě, ale jejich výskyt je občas spojen s plněním té které mise.
K usnadnění „života“ ve hře slouží množství bonusů: červené srdce doplňuje zdraví, modro-fialová pilulka zajistí nesmrtelnost, symbol dolaru úplatek policistům a podobně. Zvláštní kapitolou je bílá lebka v zeleném kruhu, tzv. „Kill frenzy“. V této samostatné misi dostane hráč úkol, obvykle násilného charakteru, za jehož splnění dostane život, peníze a další výhody. Novinkou je také možnost uložení hry v průběhu mise, což lze udělat na jediném místě na mapě v kostele za cenu 50 tisíc dolarů.

## Průběh hry
Město je rozděleno na tři čtvrti a jednotlivé městské části, a v každé z nich se nachází různé mafie. Hráč si na začátku vybere některou z nich a začne pro ni pracovat tak, že zvedá telefony a dostává úkoly. Telefony mají barvu podle obtížnosti úkolu: jednoduché zelenou barvu, středně těžké žlutou a nejtěžší červenou. Není možné začít hned s plněním nejtěžším úkolů, hráč si nejprve musí získat respekt plněním jednodušších úkolů nebo zabíjením členů ostatních gangů. Oblíbenost u té které mafie a přístup k různě obtížným úkolům zobrazuje ukazatel v levém horním rohu obrazovky. Vztahy mezi mafiemi jsou nastaveny tak, že práce pro jednu výrazně snižuje oblíbenost u druhé, ale se třetí zůstává na nule. Město se dělí na tři čtvrti:

### Downtown
Downtown (v překladu centrum) je chudé a jezdí zde málo rychlých aut, na druhou stranu policie nevyvíjí velký tlak na hráčovo dopadení, když zjistí porušení zákona. Postup do dalšího levelu zajistí hráči výdělek přesahující 1 milion dolarů.
Severovýchodní roh mapy ovládá Zaibatsu corporation, která má rychlá auta a spolehlivé lidi. Pokud pro ni chcete pracovat, musíte plnit těžké úkoly, na druhou stranu dostanete dobře zaplaceno. Členové nosí černé oblečení a jezdí v rychlých tmavomodrých autech se žlutým Z na střeše. Tato mafie se jako jediná nachází v každé mapě a stejně jako Yakuza existuje i v reálném světě. Severozápadní roh a městské části Sunnyside a Fruitbat ovládají Loonies (v překladu cvoci). O povaze těchto zločinců hodně napovídá jejich název, chodí zeleně oblečeni a jezdí v pomalých zelených autech se žlutým smajlíkem na střeše. Yakuza se usídlila v levém dolním rohu mapy v částech Ukita, Shiroto a Funabashi, a specializuje se především na černý obchod s rychlými auty, zbraněmi a drogami. Používají rychlá modře zbarvená auta s nevýrazným Y na střeše a chodí modře oblečeni.

### Residental
Obytná čtvrť je modernější a lépe uklizená než centrum, a také zde jezdí rychlejší auta. Na druhou stranu policie lépe chrání své občany a v extrémních situacích ji doplňují agenti FBI. K pokoření úrovně je potřeba vydělat minimálně 3 miliony dolarů.
Všudypřítomní Zaibatsu sídlí opět v pravém horním rohu mapy. Po jejich levé ruce v městských částech Redemption a Guntersville se usadili Rednecks (burani), kteří v mnohém připomínají Loonies s předchozí úrovně. Členové gangu mají světlé vlasy, nosí světle modré vesty a jezdí v modro-fialových pickupech s vlajkou konfederace na kabině. Třetími do party jsou Scientists v pravém dolním rohu, kteří nabízí zajímavé experimentální zbraně, ale obyčejné úkoly. Nosí žluté uniformy a používají auta stejné barvy podobné taxíkům, jen na střeše je klikatá šipka.

### Industrial
Průmyslová zóna nabízí futuristické budovy, rozlehlé výrobní plochy, ale také vilovou čtvrť. V ulicích se prohání široká škála aut od rychlých sportovních aut po plně naložené kamiony. Část pozemků zabírá armáda, která neváhá pomoci místním ozbrojeným složkám. Ke zdolání této úrovně a tím pádem celé hry musí hráč získat minimálně 5 milionů dolarů.
Zaibatsu zabrali čtvrti Sennora, Bayano, Lattero a Escobar v levém dolním rohu mapy. Ruská mafie ovládá téměř celý horní okraj a její praktiky jsou nejtvrdší ve hře. Příslušníci nosí červené oblečení a jezdí v červených autech s rudou pěticípou hvězdou na kapotě. Jihovýchodní cíp ovládají příslušníci sekty Krishna v oranžových hábitech řídících své květinové autobusy.

## Grafika a hudební stránka
GTA2 převzala poněkud netradiční 2D pohled „z ptačí perspektivy“, přičemž hlavní hrdina je uprostřed obrazovky a veškeré objekty ve hře jsou viděny seshora. Třetí dimenze ve hře existuje, ale je špatně rozpoznatelná a přidává tak další stupeň k obtížnosti hry. Taktéž grafická stránka hry zůstala od prvního dílu nezměněna, jen barvy jsou temnější a vzhled budov rozmanitější.
Zvuky zůstaly od prvního dílu téměř nezměněny, ale podstatného vylepšení doznala hudební složka. V každé čtvrti hraje pět různých rádií, které si navíc hráč může přelaďovat podle svého vkusu. Také každá mafie má své vlastní rádio, hra celkem obsahuje 45 různých písniček.